# The Studio Magazine

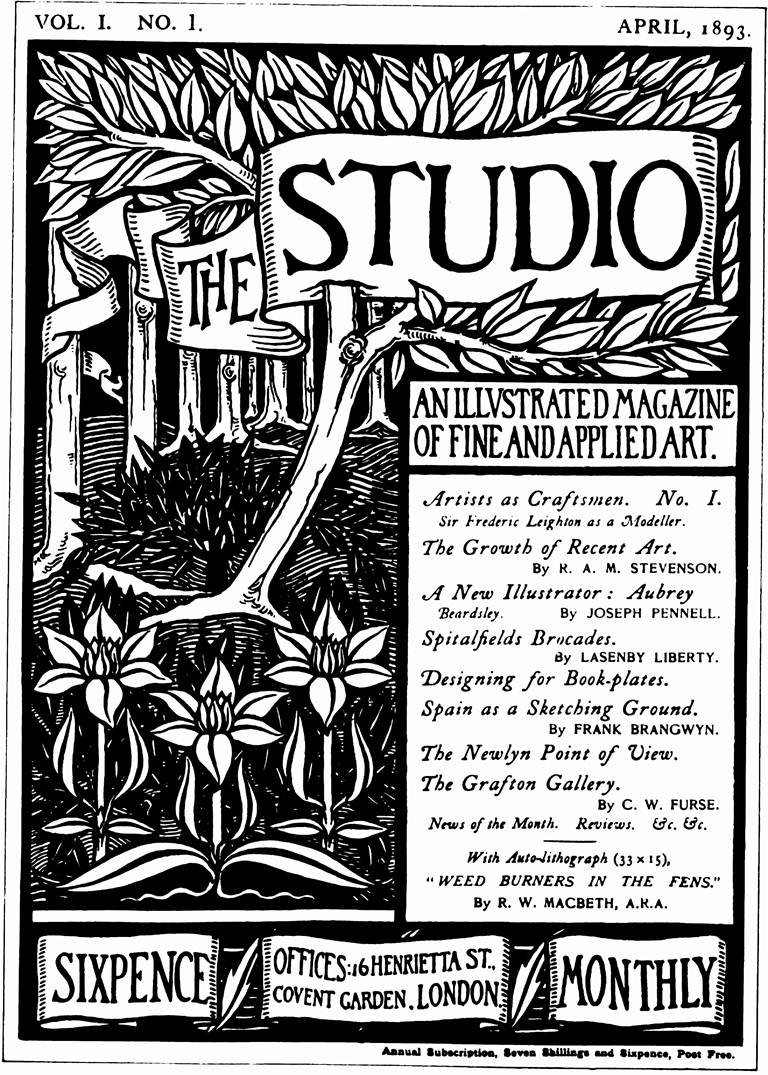
Cover van het eerste nummer

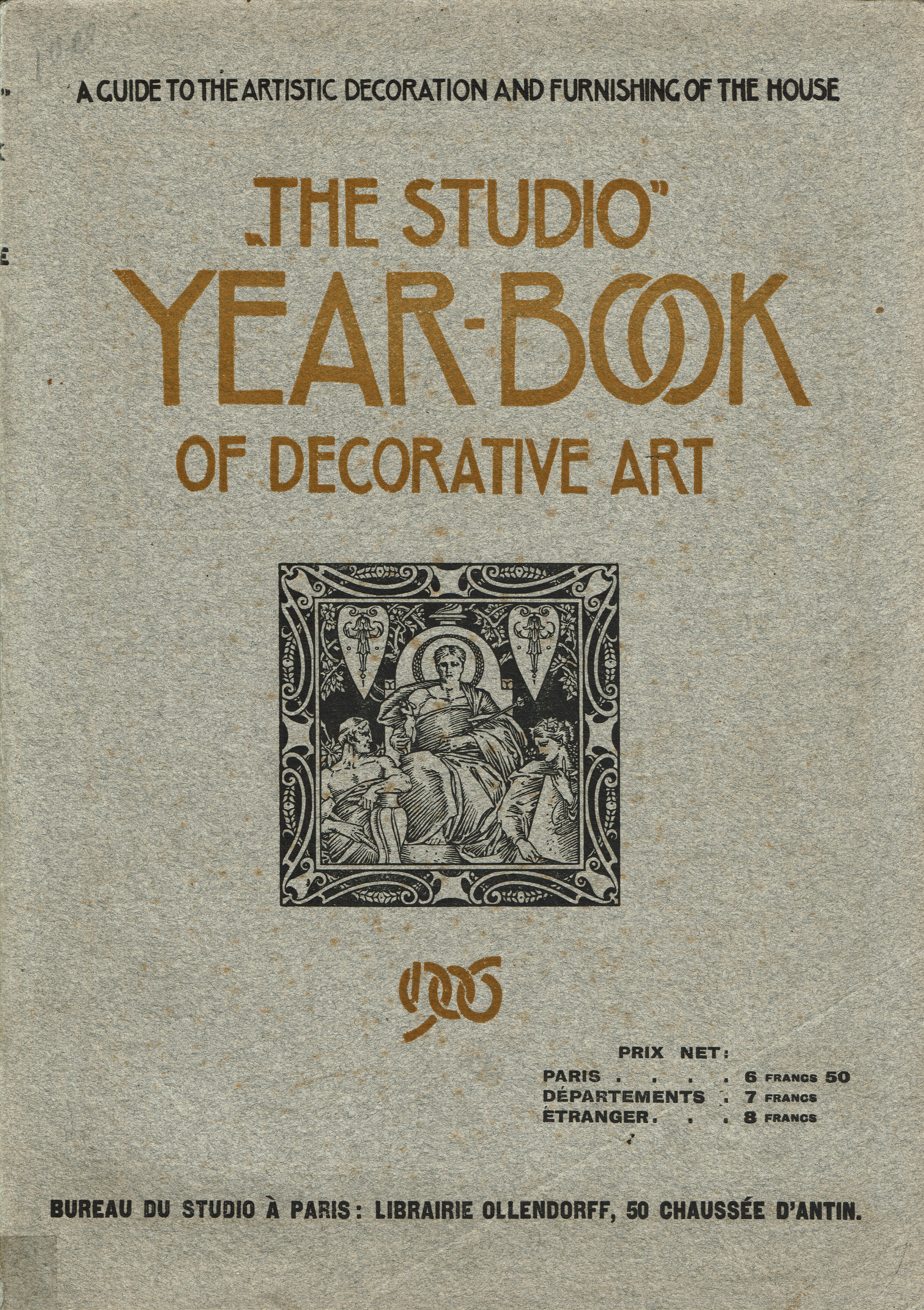
Cover van het eerste Jaarboek (1906)

The Studio Magazine was een geïllustreerd tijdschrift over beeldende kunsten en kunstnijverheid, opgericht door Charles Holme en Gleeson White in Groot-Brittannië in 1893, dat veel invloed uitoefende op de ontwikkeling van art nouveau en de Arts and Crafts-beweging. The Studio bevorderde het werk van de nieuwe-kunst-kunstenaars, ontwerpers en architecten en speelde een belangrijke rol bij het bekendmaken van het werk van Charles Rennie Mackintosh en Charles Voysey.
Vanaf 1906 publiceerde The Studio de jaarlijkse uitgave The Studio Year-Book of Decorative Art, gewijd aan de laatste trends in architectuur, interieur, meubels, verlichting, glaswerk, textiel, metaal en keramiek. Later in de tijd legden deze jaarboeken steeds meer de nadruk op architectuur en interieur en in het midden van de jaren 1960 was de nieuwe naam: Decorative Art in Modern Interior. De jaarlijkse publicatie werd stopgezet in 1980. In de naoorlogse jaren werd het tijdschrift vernieuwd door David Pelham en de titel werd veranderd in Studio International. In 1968 werd Peter Townsend tot redacteur benoemd en Charles Harrison als assistent-redacteur.
Exemplaren van het oude tijdschrift zijn nog steeds te vinden, hetzij als individuele exemplaren in hun nogal dunne omslag, of als hardcover gebonden delen, meestal met vier maandelijkse afleveringen. De jaarboeken, vooral die uit de periode 1906-1914, zijn een bijzonder verzamelobject.

## Beardsley
De eerste cover werd ontworpen door de toen nog onbekende Aubrey Beardsley, maar vanwege de te erotisch geachte uitstraling werd het ontwerp niet gebruikt.
In het begin van de Tweede Wereldoorlog werden de kantoren van The Studio in Leicester Square in Londen gebombardeerd. Men beweerde dat de Luftwaffe bewust The Studio had uitgekozen vanwege zijn culturele betekenis. Dat verhaal is ongeloofwaardig, maar de belangrijke archieven zijn helaas verloren gegaan.
De tekst van Stairway to Heaven lyrics, gedrukt op de hoes van het muziekalbum Led Zeppelin IV, werd gezet in een lettertype dat geïnspireerd werd door een nummer van The Studio Magazine.